# Waipoua ponanga
Waipoua ponanga là một loài nhện trong họ Orsolobidae.
Loài này thuộc chi Waipoua. Waipoua ponanga được Raymond Robert Forster & Norman I. Platnick miêu tả năm 1985.